# Aman Iman
Albums de Tinariwen
Amassakoul Imidiwan : Companions
Amam Iman, qui signifie en tamasheq « L'eau c'est la vie », est le troisième album du groupe Tinariwen sorti le 5 février 2007 chez Emma Productions et distribué par Universal Music. Cet album est produit par Justin Adams.

## Liste des titres
| No  | Titre                                                                   | Durée |
| --- | ----------------------------------------------------------------------- | ----- |
| 1.  | Cler Achel (ⴾⵍⵉⵗ ⴰⵛⴰⵍ, J'ai passé la journée)                           |       |
| 2.  | Mano Dayak (ⵎⴰⵏⵓ ⴹⴰⵢⴰⴾ)                                                 |       |
| 3.  | Matadjem Yinmixan (ⵎⴰⵜⴰⵌⴰⵎ ⵉⵢⵏⵎⴾⵙⴰⵏ, Pourquoi cette haine entre vous ?) |       |
| 4.  | Ahimana (ⴰⵂⵉⵎⴰⵏⴰ, Ô mon âme)                                            |       |
| 5.  | Soixante trois                                                          |       |
| 6.  | Toumast (ⵜⵓⵎⴰⵙⵜ, Le peuple)                                             |       |
| 7.  | Imidiwan Winakalin (ⵉⵎⵉⴹⵉⵓⴰⵏ ⵓⵉⵏⴾⵍⵉⵏ, Amis de mon pays)                 |       |
| 8.  | Awa Didjen (ⴰⵓⴰ ⴹⵢⵌⴰⵏ, Ce qui est advenu)                               |       |
| 9.  | Ikyadarh Dim (ⵢⴾⵉⴰⴹⴰⵗ ⴹⵎ, Je te regarde)                                |       |
| 10. | Tamatant Tilay (ⵜⴰⵎⴰⵜⴰⵏⵜ ⵜⵍⵢ, La mort est là)                           |       |
| 11. | Assouf (ⴰⵙⵓⴼ, Nostalgie)                                                |       |
| 12. | Izarharh Ténéré (ⵉⵣⴰⵗⴰⵗ ⵜⵏⵉⵔⵉ, J'habitais le Ténéré)                    |       |

## Musiciens ayant participé à l'album
- Ibrahim ag Alhabib : guitare, chant (1, 3, 5, 7, 9, 11, 12)
- Abdellah ag Alhousseini : guitare, chant
- Alhassan ag Touhami : guitare, chant
- Mohamed ag Itlal : guitare, chant (4, 8, 9, 12)
- Eyadou ag Leche : basse, chœurs
- Saïd ag Ayad : percussions, chœurs
- Elaga ag Hamid : guitare, chœurs
- Abdallah ag Lamida : guitare, chœurs
- Wounou wallet Sidati : chœurs
- Kesa wallet Hamid : chœurs
- Justin Adams : guitare (1, 3, 11), teherdant (2)
- Hamid Ekawel : chœurs (2)